# Après la pluie (manga)
Pour les articles homonymes, voir Après la pluie.
Après la pluie (恋は雨上がりのように, Koi wa ameagari no yō ni, litt. « L'amour est comme après la pluie »), abrégé KoiAme (恋雨), est un manga écrit et dessiné par Jun Mayuzuki. Il est prépublié entre juin 2014 et novembre 2015 dans le magazine Monthly Big Comic Spirits de Shōgakukan, puis de janvier 2016 à mars 2018 dans le magazine Weekly Big Comic Spirits. La série a été compilée en dix tomes. La version française est publiée par Kana depuis avril 2017.
Une adaptation en anime par Wit Studio est diffusée pour la première fois au Japon entre janvier et mars 2018 sur Fuji TV dans la case horaire noitaminA, puis en streaming sur Amazon Video. Une adaptation en film live-action est sortie pour mai 2018,.

## Synopsis
Akira est une adolescente de 17 ans qui travaille dans un restaurant familial après les cours. Elle est secrètement amoureuse du gérant du restaurant, Masami Kondo, un homme de 45 ans, divorcé, ayant un enfant. Il n'est ni beau ni charismatique, juste un homme ordinaire, un peu fatigué, désillusionné, conscient de sa situation et de son âge qui avance.

## Personnages
Akira Tachibana (橘 あきら, Tachibana Akira)
Voix japonaise : Sayumi Watabe,
Une belle lycéenne avec une expression froide qui rend beaucoup de personnes légèrement circonspectes d'elle. Elle faisait partie de l'équipe d'athlétisme, avant qu'une blessure à la jambe ne l'oblige à abandonner la course. En proie à une dépression, elle a rencontré Masami qui a agi de manière aimable et amicale en lui offrant un café gratuit lorsqu'elle s'est réfugiée dans son restaurant sous la pluie. Cet acte de bonté commença son engouement pour ce dernier. En dépit de son attitude froide et inabordable, elle est en fait plutôt timide, en particulier, quand il s'agit de Masami.
Masami Kondo (近藤 正己, Kondō Masami)
Voix japonaise : Hiroaki Hirata,
Un gérant de 45 ans d'un restaurant familial. Un homme aimable et timide, il est souvent critiqué par ses employés pour être trop faible. Il est divorcé et a un jeune fils nommé Yuto. Il est d'abord plutôt intimidé par Akira, qu'il suppose qu'elle le déteste réellement, alors qu'en fait, elle le fixe 	simplement avec tout son amour. Il est fan de « Littérature pure » et adore lire des livres. Avant de devenir gérant de restaurant, il a écrit des romans aux côtés de son ancien ami d'université et l'écrivain maintenant renommé, Chihiro Kujo.
Haruka Kyan (喜屋武 はるか, Kyan Haruka)
Voix japonaise : Emi Miyajima,
L'ancienne amie d'Akira dans l'équipe d'athlétisme, qui reste ferme dans le maintien de leur amitié après la blessure d'Akira.
Yui Nishida (西田 ユイ, Nishida Yui)
Voix japonaise : Haruka Fukuhara,
Une membre du personnel du restaurant qui a les cheveux blonds et une personnalité enjouée. Elle a le béguin pour Takashi.
Ryosuke Kase (加瀬 亮介, Kase Ryōsuke)
Voix japonaise : Tomoaki Maeno,
Un chef dans le restaurant qui s’intéressait sexuellement à Akira. Quand il a appris la passion d'Akira pour Masami, il la fait chanter en la forçant à sortir avec lui pour garder son secret intact.
Takashi Yoshizawa (吉澤 タカシ, Yoshizawa Takashi)
Voix japonaise : Junya Ikeda,
Le camarade de classe d'Akira qui avait le béguin pour elle. Il travaille également au restaurant avec Akira en tant que personnel de cuisine.

## Productions et supports

### Manga
Écrit et dessiné par Jun Mayuzuki, Koi wa ameagari no yō ni (恋は雨上がりのように) est prépublié dans le Magazine de prépublication de manga Monthly Big Comic Spirits de Shōgakukan à partir du numéro d'août 2014, publié le 27 juin 2014; jusqu'à qu'il soit transféré au 8e numéro du Weekly Big Comic Spirits du même éditeur, publié le 18 janvier 2016. La série compte au total dix volumes tankōbon. Il avait été révélé, en mi-février 2018, que la série se conclurait dans les deux chapitres suivants, dont le dernier est publié le 19 mars 2018.
En janvier 2017, Kana a annoncé l'octroi de la licence du manga pour la version française à laquelle elle publie dans sa collection Big Kana sous le nom Après la pluie. Le premier tome est sorti le 7 avril 2017.

#### Liste des volumes
| no                                                                              | Japonais                    | Japonais                                                                   | Français       | Français          |
| no                                                                              | Date de sortie              | ISBN                                                                       | Date de sortie | ISBN              |
| ------------------------------------------------------------------------------- | --------------------------- | -------------------------------------------------------------------------- | -------------- | ----------------- |
| 1                                                                               | 9 janvier 2015              | 978-4-0918-6728-5                                                          | 7 avril 2017   | 978-2-5050-6823-5 |
| 2                                                                               | 10 avril 2015               | 978-4-0918-6868-8                                                          | 7 juillet 2017 | 978-2-5050-6824-2 |
| 3                                                                               | 11 septembre 2015           | 978-4-0918-7200-5                                                          | 6 octobre 2017 | 978-2-5050-6825-9 |
| 4                                                                               | 12 janvier 2016             | 978-4-0918-7417-7                                                          | 5 janvier 2018 | 978-2-5050-6826-6 |
| 5                                                                               | 10 juin 2016                | 978-4-0918-7629-4                                                          | 20 avril 2018  | 978-2-5050-6827-3 |
| 6                                                                               | 12 octobre 2016             | 978-4-0918-7798-7                                                          | 6 juillet 2018 | 978-2-5050-7006-1 |
| 7                                                                               | 10 mars 2017                | 978-4-0918-9389-5                                                          | 5 octobre 2018 | 978-2-5050-7101-3 |
| 8                                                                               | 12 juillet 2017             | 978-4-0918-9546-2                                                          | 4 janvier 2019 | 978-2-5050-7125-9 |
| 9                                                                               | 10 novembre 2017            | 978-4-0918-9656-8                                                          | 1er mars 2019  | 978-2-5050-7334-5 |
| 10                                                                              | 25 avril 2018 27 avril 2018 | 978-4-0994-3013-9 (édition spéciale) 978-4-0918-9793-0 (édition régulière) | 28 juin 2019   | 978-2-5050-7553-0 |
| EXTRA : Au Japon, l'édition spéciale est vendue avec une jaquette transparente. |                             |                                                                            |                |                   |

### Anime
Une adaptation en série télévisée d'animation a été annoncée en mars 2017. Elle est réalisée par Ayumu Watanabe et écrite par Deko Akao au studio d'animation Wit Studio, avec les character designs de Yuka Shibata et la musique de Ryo Yoshimata,. Composée de 12 épisodes, la série est diffusée pour la première fois au Japon entre le 12 janvier et le 30 mars 2018 dans la case horaire noitaminA de Fuji TV. Amazon diffuse la série en streaming dans le monde entier sur leur service Amazon Video,.
L'opening de la série, intitulé Nostalgic Rainfall, est réalisé par CHiCO with HoneyWorks tandis que l'ending, Ref:rain, est chanté par Aimer,.

#### Liste des épisodes
| No | Titre français            | Titre japonais | Titre japonais    | Date de 1re diffusion |
| No | Titre français            | Kanji          | Rōmaji            | Date de 1re diffusion |
| -- | ------------------------- | -------------- | ----------------- | --------------------- |
| 1  | Le Bruit de la pluie      | 雨音           | Amaoto            | 12 janvier 2018       |
| 2  | La Pluie sur les feuilles | 青葉雨         | Aoba ame          | 19 janvier 2018       |
| 3  | Une pluie de larmes       | 雨雫           | Ame shizuku       | 26 janvier 2018       |
| 4  | Petite pluie fine         | 漫ろ雨         | Sozoroame         | 2 février 2018        |
| 5  | L'Odeur de la pluie       | 香雨           | Kō'u              | 9 février 2018        |
| 6  | Ondée                     | 沙雨           | Sa'u              | 16 février 2018       |
| 7  | Grosse averse             | 迅雨           | Jin'u             | 23 février 2018       |
| 8  | Pluie silencieuse         | 静雨           | Seiu              | 2 mars 2018           |
| 9  | Pluie de tristesse        | 愁雨           | Shūu              | 9 mars 2018           |
| 10 | Soudaine averse           | 白雨           | Hakuu             | 16 mars 2018          |
| 11 | Pluie passagère           | 叢雨           | Sō'u              | 23 mars 2018          |
| 12 | Après la pluie            | つゆのあとさき | Tsuyu no ato saki | 30 mars 2018          |

### Adaptation live
Une adaptation en film live-action a été annoncée en novembre 2017 avec Akira Nagai comme réalisateur et Riko Sakaguchi pour le scénario,. Celle-ci est sortie le 25 mai 2018. La chanson thème du film intitulée Front Memory (フロントメモリー, Furontomemorī) est une reprise de la chanson du même nom du groupe Shinsei Kamattechan par Emiko Suzuki et Seiji Kameda. 
Annoncée le 22 avril 2018, une mini-série spin-off est diffusée sur GyaO!, un service de streaming de Yahoo! Japan, entre le 2 mai et  le 25 mai 2018. Cette courte série s'intitule Koi wa ameagari no yō ni: Pocket no naka no negaigoto (恋は雨上がりのように ～ポケットの中の願いごと～, Poketto no naka no negaigoto, litt. « Un souhait dans la poche ») et est composée de 4 épisodes de 15 minutes chacun. Réalisée par Hiroki Kazama, on y suit la relation entre les personnages de Takashi Yoshizawa et de Yui Nishida. La série garde le même casting que le film.

#### Distribution
| Acteur/Actrice    | Personnage        |
| ----------------- | ----------------- |
| Nana Komatsu      | Akira Tachibana   |
| Yo Oizumi         | Masami Kondō      |
| Shōno Hayama      | Takashi Yoshizawa |
| Nana Seino        | Haruka Kiyan      |
| Hayato Isomura    | Ryōsuke Kase      |
| Honoka Matsumoto  | Yui Nishida       |
| Mari Hamada       | Kayoko Kubo       |
| Shigeyuki Totsugi | Chihiro Kujō      |
| Yō Yoshida        | Tomoyo Tachibana  |
| Maika Yamamoto    | Mizuki Kurata     |

## Réception

### Prix et classements
Le manga figure à la 4e place des mangas conseillés par le magazine Kono Manga ga sugoi! en 2016. Le manga a été nommé pour le neuvième Grand prix du Manga, et y a été classé septième,. En 2017, Après la pluie remporte le 63e prix Shōgakukan dans la catégorie générale aux côtés du manga Kūbo Ibuki,.

### Ventes
Le manga a atteint les 1,75 million d'exemplaires en novembre 2017. En avril 2018, KoiAme a dépassé les 2 millions de copies imprimées.

### Box-office
Sorti dans 301 salles, l'adaptation cinématographique de la série a débuté à la 4e place du box-office japonais lors de son premier weekend et a rapporté 120 millions de yens (environ 951 210 €) pour 860 000 billets vendus. Au cours de son deuxième weekend, le long-métrage est passé à la 7e place du box-office pour un gain de 75 600 600 ¥ (environ 588 806 €) soit un total cumulatif de 377 676 100 ¥ (environ 2,94 millions d'euros). Positionné à la 10e place du box-office pour son troisième weekend, le film a rapporté 52 118 100 ¥ (environ 400 453 €) sur un total de 508 454 500 ¥ (environ 3,9 millions d'euros). Pour son quatrième weekend, Koi wa ameagari no yō ni se retrouve hors du classement bien qu'il ait récolté 30 720 100 ¥ (environ 241 747 €) sur un total de 586 960 400 ¥ (environ 4,62 millions d'euros). 

### Sources
1. ↑  (ja) « 恋雨 », sur Twitter (consulté le 8 mai 2018)
2. 1 2  (ja) « 残念男子のラブストーリーなど、月スピで新連載3作が一挙に », sur natalie.mu,‎ 27 juin 2014 (consulté le 28 janvier 2018)
3. 1 2  (ja) « 「恋は雨上がりのように」スピで移籍連載スタート、寡黙なJKとおじさんの恋描く », sur natalie.mu,‎ 18 janvier 2016 (consulté le 28 janvier 2018)
4. 1 2  « Jun Mayuzuki vous attend Après la pluie chez Kana », sur manga-news.com, 13 janvier 2017 (consulté le 28 janvier 2018)
5. 1 2  « Les séries animées Après la pluie et Kokkoku en simulcast sur Amazon Vidéo », sur manga-news.com, 19 janvier 2018 (consulté le 28 janvier 2018)
6. 1 2  « Le manga Après la pluie adapté en film live », sur manga-news.com, 17 novembre 2017 (consulté le 28 janvier 2018)
7. 1 2 3  (en) « Koi wa Ameagari no You ni Manga Gets Live-Action Film in May », sur Anime News Network, 15 novembre 2017 (consulté le 29 janvier 2018)
8. 1 2 3 4 5 6 7  (en) « Koi wa Ameagari no You ni TV Anime Reveals Main Cast, Opening Theme Artist, January 11 Premiere », sur Anime News Network, 21 décembre 2017 (consulté le 28 janvier 2018)
9. 1 2 3 4 5 6 7  (ja) « Staff&Cast », sur Site officiel (consulté le 28 janvier 2018)
10. ↑  (en) « Jun Mayuzuki's After the Rain Manga Ends in 2 Chapters », sur Anime News Network, 18 février 2018 (consulté le 18 février 2018)
11. ↑  Kana-testeur, « ANNONCE NOUVEAUTÉ 2017 : APRÈS LA PLUIE », sur Kana, 13 janvier 2017 (consulté le 28 janvier 2018)
12. ↑  (ja) « 眉月じゅんと大泉洋が「恋雨」トーク、映画からの影響で店長が富士額に », sur natalie.mu,‎ 25 avril 2018 (consulté le 26 juin 2019)
13. ↑  (en) « Koi wa Ameagari no You ni Romance Manga Gets Anime », sur Anime News Network, 1er mars 2017 (consulté le 28 janvier 2018)
14. ↑  (en) « Koi wa Ameagari no You ni TV Anime Reveals New Visual, Main Staff », sur Anime News Network, 2 novembre 2017 (consulté le 28 janvier 2018)
15. ↑  (en) « After the Rain Anime Listed With 12 Episodes », sur Anime News Network, 19 janvier 2018 (consulté le 28 janvier 2018)
16. 1 2  (en) « Koi wa Ameagari no You ni TV Anime's Trailer Previews Opening, Ending Themes », sur Anime News Network, 6 janvier 2018 (consulté le 28 janvier 2018)
17. ↑  (ja) « MUSIC », sur Site officiel (consulté le 28 janvier 2018)
18. 1 2  (en) « Live-Action After the Rain Film's Video Reveals Additional Cast, May Opening », sur Anime News Network, 24 janvier 2017 (consulté le 29 janvier 2018)
19. ↑  (en) Rafael Antonio Pineda, « Live-Action After the Rain Film's Music Video Features Original Footage : Film's director also directed music video », sur Anime News Network, 10 mai 2018 (consulté le 10 mai 2018)
20. ↑  (ja) « 映画『恋雨』スピンオフ、-gyaoにて配信決定！ », sur Site officiel,‎ 22 avril 2018 (consulté le 8 mai 2018)
21. ↑  (ja) « 『恋雨』スピンオフ、gyaoにて配信開始！ », sur Site officiel,‎ 3 mai 2018 (consulté le 8 mai 2018)
22. ↑  (ja) « 「恋は雨上がりのように」スピンオフドラマ配信、吉澤とユイの恋描く », sur natalie.mu,‎ 2 mai 2018 (consulté le 8 mai 2018)
23. ↑  (en) Rafael Antonio Pineda, « Live-Action After the Rain Film's Spinoff Mini-Series Debuts : 4-episode spinoff about Takashi, Yui's relationship stars same case as film », sur Anime News Network, 2 mai 2018 (consulté le 8 mai 2018)
24. ↑  (en) « Kono Manga ga Sugoi! Reveals 2016's Series Ranking for Male Readers », sur Anime News Network, 10 décembre 2015 (consulté le 29 janvier 2018)
25. ↑  (en) « 9th Manga Taisho Awards Nominate 11 Titles », sur Anime News Network, 18 janvier 2016 (consulté le 29 janvier 2018)
26. ↑  (en) « Satoru Noda's Golden Kamuy Wins 9th Manga Taisho Award », sur Anime News Network, 30 mars 2016 (consulté le 29 janvier 2018)
27. ↑  (en) « The Promised Neverland, After the Rain, More Win 63rd Shogakukan Manga Awards », sur Anime News Network, 22 janvier 2018 (consulté le 29 janvier 2018)
28. ↑  « Résultats des 63ème Shôgakukan Manga Awards », sur manga-news.com, 24 janvier 2018 (consulté le 28 janvier 2018)
29. ↑  (en) Crystalyn Hodgkins, « Roundup of Newly Revealed Print Counts for Manga, Light Novel Series (March - May 2018) : Black Clover, Food Wars, Chihayafuru, Naruto, Golden Kamuy, Overlord, Sound! Euphonium, Log Horizon, more », sur Anime News Network, 7 mai 2018 (consulté le 10 mai 2018)
30. ↑  (en) Rafael Antonio Pineda, « After the Rain Film Debuts at #4, Final Code Geass Trilogy Film Debuts at #9 : Detective Conan has 7th weekend at #1, Godzilla, Shin-chan drop off top 10 », sur Anime News Network, 29 mai 2018 (consulté le 29 mai 2018)
31. ↑  (en) Rafael Antonio Pineda, « 22nd Detective Conan Film Drops to #3 After 7 Weeks at #1 : After the Rain drops to #7, Peacemaker Kurogane opens at #2 in mini-theaters », sur Anime News Network, 5 juin 2018 (consulté le 5 juin 2018)
32. ↑  (en) Rafael Antonio Pineda, « 2018 Detective Conan Film Drops to #5 But Tops 8 Billion Yen : After the Rain falls to #10, Kase-san and Morning Glories tops mini-theater rankings », sur Anime News Network, 13 juin 2018 (consulté le 13 juin 2018)
33. ↑  (en) Rafael Antonio Pineda, « 2018 Detective Conan Film Drops to #7, After the Rain Falls Out of Top 10 : Kase-san and Morning Glories tops mini-theater rankings for 2nd week », sur Anime News Network, 13 juin 2018 (consulté le 13 juin 2018)

### Œuvres
Édition japonaise
1. 1 2  (ja) « 恋は雨上がりのように　１ », sur Shōgakukan (consulté le 28 janvier 2018)
2. 1 2  (ja) « 恋は雨上がりのように　２ », sur Shōgakukan (consulté le 28 janvier 2018)
3. 1 2  (ja) « 恋は雨上がりのように　３ », sur Shōgakukan (consulté le 28 janvier 2018)
4. 1 2  (ja) « 恋は雨上がりのように　４ », sur Shōgakukan (consulté le 28 janvier 2018)
5. 1 2  (ja) « 恋は雨上がりのように　５ », sur Shōgakukan (consulté le 28 janvier 2018)
6. 1 2  (ja) « 恋は雨上がりのように　６ », sur Shōgakukan (consulté le 28 janvier 2018)
7. 1 2  (ja) « 恋は雨上がりのように　７ », sur Shōgakukan (consulté le 28 janvier 2018)
8. 1 2  (ja) « 恋は雨上がりのように　８ », sur Shōgakukan (consulté le 28 janvier 2018)
9. 1 2  (ja) « 恋は雨上がりのように　９ », sur Shōgakukan (consulté le 28 janvier 2018)
10. 1 2  (ja) « 恋は雨上がりのように　１０　特製クリアカバー付き特装版 », sur Shōgakukan (consulté le 26 juin 2019)
11. 1 2  (ja) « 恋は雨上がりのように　１０ », sur Shōgakukan (consulté le 26 mars 2018)

Édition française
1. 1 2  « APRÈS LA PLUIE TOME 1 », sur Kana (consulté le 28 janvier 2018)
2. 1 2  « APRÈS LA PLUIE TOME 2 », sur Kana (consulté le 28 janvier 2018)
3. 1 2  « APRÈS LA PLUIE TOME 3 », sur Kana (consulté le 28 janvier 2018)
4. 1 2  « APRÈS LA PLUIE TOME 4 », sur Kana (consulté le 28 janvier 2018)
5. 1 2  « APRÈS LA PLUIE TOME 5 », sur Kana (consulté le 28 janvier 2018)
6. 1 2  « APRÈS LA PLUIE TOME 6 », sur Kana (consulté le 8 mai 2018)
7. 1 2  « APRÈS LA PLUIE TOME 7 », sur Kana (consulté le 26 juin 2019)
8. 1 2  « APRÈS LA PLUIE TOME 8 », sur Kana (consulté le 26 juin 2019)
9. 1 2  « APRÈS LA PLUIE TOME 9 », sur Kana (consulté le 26 juin 2019)
10. 1 2  « APRÈS LA PLUIE TOME 10 », sur Kana (consulté le 26 juin 2019)